# ペンサコーラの戦い (アメリカ独立戦争)
ペンサコーラの戦い（英: Battle of Pensacola、またはペンサコーラ包囲戦、英: Siege of Pensacola）は、アメリカ独立戦争中の1781年3月9日から5月8日、フロリダ州、ペンサコーラ、（当時はイギリス領西フロリダ）で行われた戦闘であり、スペインが西フロリダを制圧する形で終わった。

## 背景
1779年にスペインがアメリカ独立戦争に参戦すると、スペイン領ルイジアナの精力的な総督ベルナルド・デ・ガルベスは即座にイギリス領西フロリダを制圧するための攻撃的な作戦を開始した。1779年9月、ミシシッピ川下流のビュート砦を占領することでその地方を完全に支配し、その後直ぐに起こったバトンルージュの戦いによって残っていたイギリス勢力を降伏させた。さらには1780年にアラバマ州モービルを短期間包囲した後に3月14日にはこれを陥落させる成功に繋げた。
ガルベスは次にハバナにいる部隊を使い、占領したばかりのモービルを発信基地として、西フロリダの首都であるペンサコーラへの攻撃作戦を立て始めた。しかし、1780年4月にはイギリス軍の援軍が到着したことで遠征隊の派遣が遅れ、10月に侵略のための艦隊を進発させたときには数日後のハリケーンのために艦隊が散り散りになってしまった。ガルベスは1か月近くを使ってハバナに艦隊を再結集させた。

## イギリス軍の防衛
ペンサコーラのイギリス軍指揮官ジョン・キャンベル将軍は、1779年にスペインとの敵対関係が始まって以来、その防御の状態を心配し、援軍を要請し、防御工作の追加物の建設を始めた。1781年初期までにペンサコーラの防衛隊は、第16歩兵連隊、第60歩兵連隊の1個大隊、第4王室砲兵大隊第7中隊、（現在の第16王室砲兵連隊第20王室砲兵大隊）で構成されていた。これらに加えてワルデックの第3連隊とメリーランド・ロイヤリスト大隊、さらにペンシルベニア・ロイヤリストで補強されていた。この補強部隊は民兵というよりも植民地の兵士だった。これらロイヤリストの兵士に加えて、多くのインディアン戦士がイギリス軍を支えていた。1780年3月にモービルが陥落した後、1,600名以上のインディアンがペンサコーラに到着し、そのうちではクリーク族の数が多かった。スペイン軍がペンサコーラ攻撃を始める直前には、788名のインディアン戦士が居たが、キャンベルはその攻撃が差し迫っているとは認識できず、約300名を去らせていた。包囲戦と戦闘の間には500名以上のインディアンがペンサコーラを守っており、その大半はチョクトー族だった。
ガルベスは1779年にペンサコーラに逃亡奴隷を戻させることに関する議論を行う振りをさせた副官を送って、その防衛状態について詳細な報告書を受け取っていたが、キャンベルはその後も防衛には多くの変更を行っていた。1781年初期におけるペンサコーラの防御工作物は土盛りで頂部に逆茂木を置いたジョージ砦があり、これはキャンベルの指示で1780年に再建されたものだった。砦の北にはプリンス・オブ・ウェールズ堡塁、その北西にはクィーンズ堡塁があり、これらも1780年に建設されていた。キャンベルは湾の入り口近くにバランカス・コロラダ砦と呼ぶ砲台も建設させた。

## スペイン軍のペンサコーラに向かう航海
ガルベスとホセ・カルボ・デ・イラサバル海軍大佐が指揮するスペイン艦隊は2月13日に約1,300名を乗せてハバナを出港した。この部隊の中には混血かつ解放アフリカ系キューバ人の民兵も含まれていた。ガルベスはニューオーリンズとモービルからも援軍を派遣するよう命令していた。3月9日にペンサコーラ湾の外側に到着し、湾を守っている防波島であるサンタロサ島に幾らかの部隊を上陸させた。この島には防衛措置が取られていないことが分かると、そこに大砲を上げて据えさせ、湾の中のイギリス艦船を追い出すために使われた。
前年のモービル攻略のときもそうだったが、湾内にスペイン艦船を進ませるのは困難だと分かった。艦船数隻の喫水を上げるために物資をサンタロサ島に陸揚げさせたが、先導艦のサンラモン（大砲64門搭載）が海峡を抜けようとして座礁した後は、艦隊司令のカルボが、それは危険でありイギリス軍の大砲が湾口にねらいをつけていると言って、如何なる艦船も海峡を進むことを拒んだ。

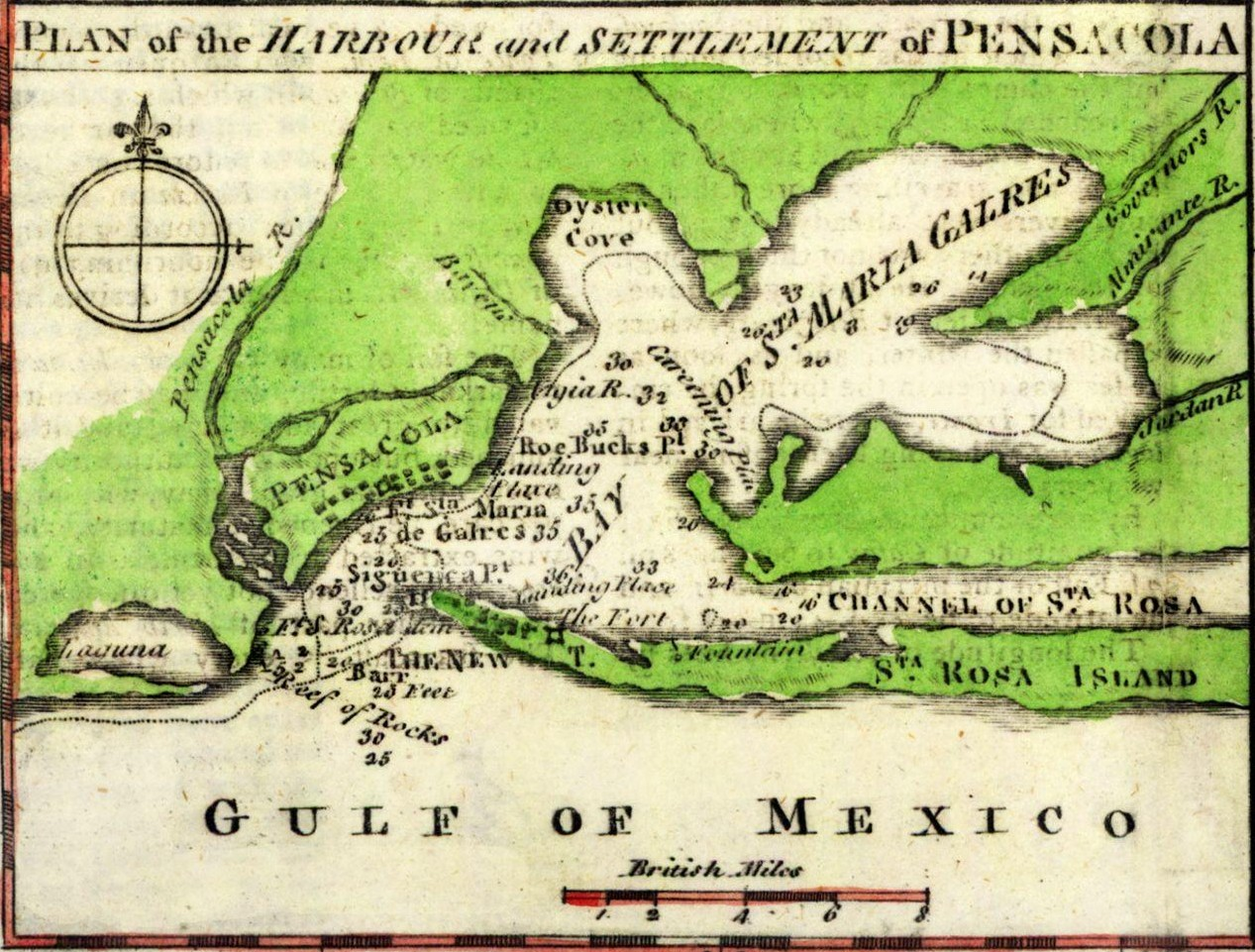
ペンサコーラ湾を描いた1763年の地図

ガルベスはルイジアナ総督としての権限を使ってルイジアナから来た艦隊の艦船を徴発することにした。ガルベスタウンに乗船し、3月18日に海峡を通過させて湾内に入った。イギリス軍の砲撃も効果が無いなかを、他に3隻のルイジアナの艦船が続いた。カルボに海峡の詳細に関する情報を送った後に、その指揮下にある艦長達全てが海峡通過を主張し、翌日には通過した。カルボはその任務であるガルベスの侵略部隊を送り届けることは完了したと主張し、サンラモンでハバナに戻った。
3月24日、スペイン軍と民兵は作戦の中心に移動し、サンタロサの部隊はモービルから来た部隊と合流した。4月の第1週、ペンサコーラの防御に関する偵察が行われた。市内から最も遠い堡塁は半月堡（クレセント砦）だった。次にソンブレロがあり、ジョージ砦と続いていた。スペイン軍は宿営地を建設し、包囲戦のための大がかりな準備を始めた。数百名の工兵や労働者が戦場まで物資や武器を運んだ。続いて塹壕や掩蔽壕を掘り、方形堡を作り、イギリス軍のカノン砲、葡萄弾砲、榴弾砲および迫撃砲の絶え間ない砲撃から守るための掩蔽された道路を建設した。
4月19日に大艦隊が湾に向かって来ており、はじめはイギリス軍の援軍と考えられたので、準備作業が中断された。それら艦船はハバナからのスペインとフランスの連合艦隊であり、それぞれホセ・ソラノ・イ・ボテとド・モンティユ男爵フランソワ・アイマールが指揮し、陸軍元帥のフアン・マヌエル・デ・カヒハルを乗せて来ていた。イギリス軍の戦隊がサンアントニオ岬近くで視認されたという報告がハバナにもたらされ、この艦隊がペンサコーラ防衛軍を支援するためのものという怖れがあったので、 ガルベスの援軍部隊として急行して来たものだった。スペイン艦隊が1,700名の乗組員と1,600名の兵士を運んできたので、スペイン軍の総勢は8,000名になった。この部隊を上陸させた後、ソラノはガルベスを支援するために留まることに決め、両名は密接な連携を取った。

## 包囲戦

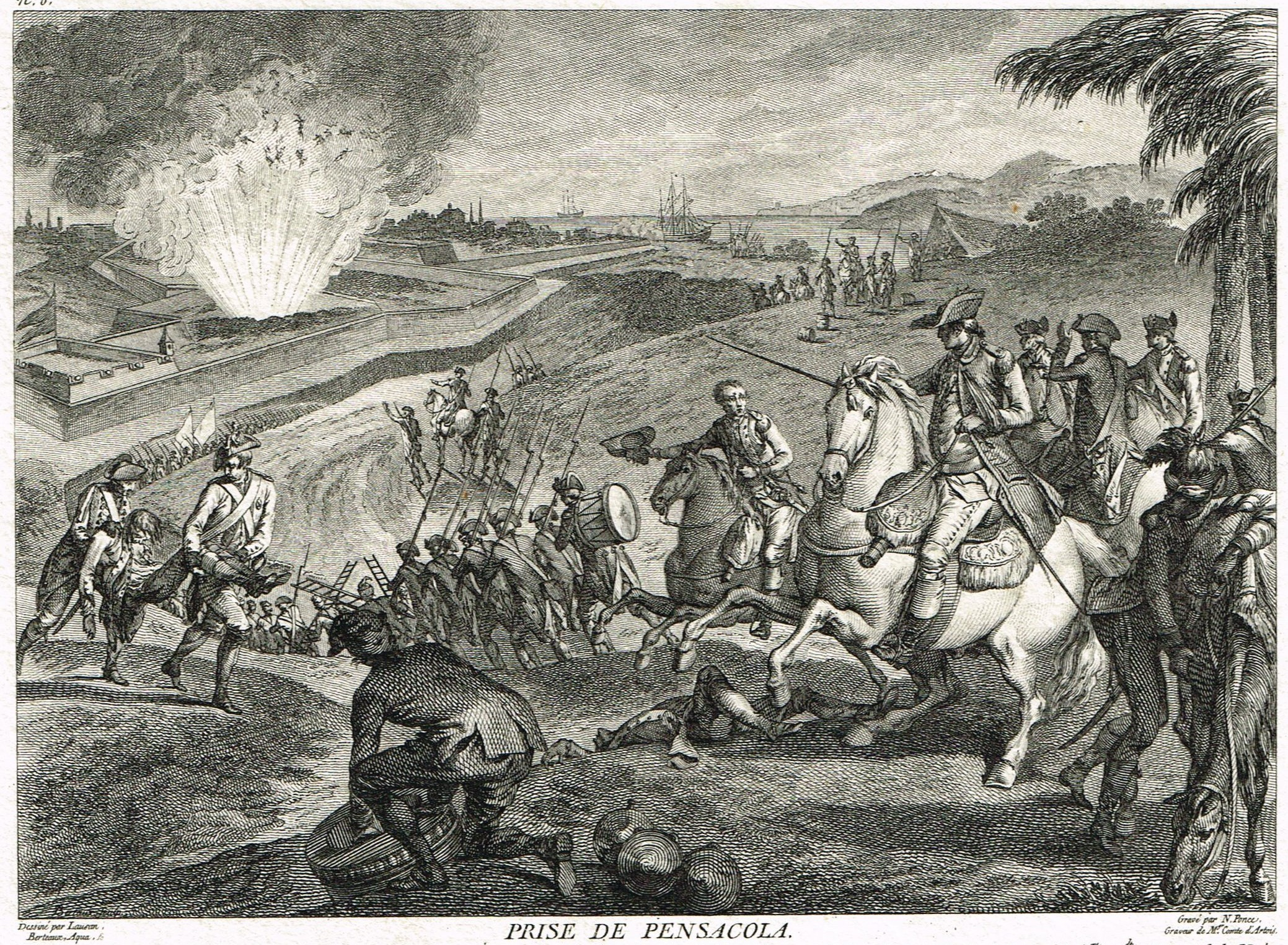
爆発する火薬庫を描いた1783年の版画

4月12日、ガルベスはイギリス軍の防御を視察している時に銃撃で負傷し、戦闘指揮はガルベスの親友であるホセ・デ・エスペレタ大佐に正式に渡された。スペインの大砲は4月30日に砲撃を開始し、ペンサコーラの砦に向かって総攻撃が開始された。ペンサコーラ湾一帯では暴風が続き、5月5日と6日にはハリケーンがスペイン艦船を襲った。スペイン海軍は激しい海のために木製の艦船が岸にぶつかってしまうことを怖れ撤退を強いられた。陸軍の方はそこに留まって包囲戦を継続した。塹壕は水で溢れ、兵士達はガルベスからブランディの支給を認められた。
5月8日、クレセント砦の火薬庫に迫撃砲の砲弾が命中した。火薬が爆発すると黒煙が空に立ち上り、イギリス兵57名が死亡し、クレセント砦が破壊された。軽歩兵部隊を指揮していたエスペレタが突撃を指揮してクレセント砦を奪取でき、そこの迫撃砲やカノン砲の向きを変えて次の2つの砦を砲撃させた。イギリス軍はジョージ砦から反撃したが、スペイン軍の火力に圧倒された。
イギリス軍はその守りの最終線が集中砲火にあって耐えきれないと認識し、同日午後3時にジョージ砦で白旗を掲げた。1781年5月10日、正式の降伏手続きが完了した。イギリス兵1,100名以上が捕虜となり、別に200名の損失があった。スペイン軍は戦死74名、負傷198名だった。

## 戦いの後

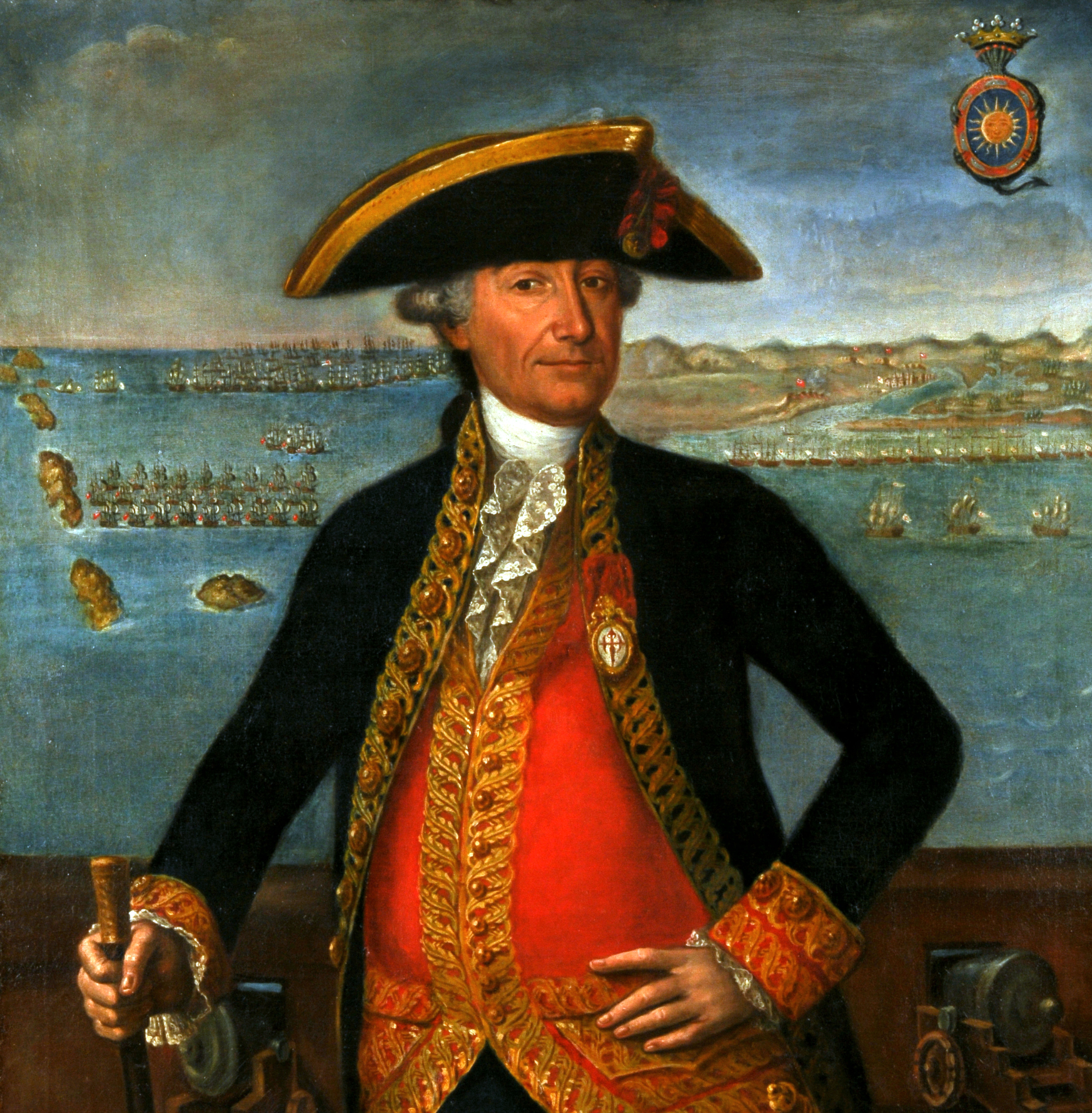
ガルベス将軍支援のために来て、サンタロサ湾の前に立つホセ・ソラノ・イ・ボテ

降伏条件にはスペインが占領したイギリス領西フロリダの主権が含まれ、さらにイギリス守備隊、大量の軍需物資と補給品、および2隻のイギリスのスループ船が捕獲された。ガルベスは将来イギリス軍がペンサコーラを取り戻すための攻撃に対する備えとして、砲台とバランカスコロラダス砦を湾口近くに移動させ、サンタロサ島にも同様な砲台を建設させた。
イギリス兵はまずハバナに連れて行かれ、スペイン兵捕虜との交換でニューヨークにいるイギリス軍の元に返された。この動きについてはアメリカ合衆国から抗議の声が上がった。ガルベスはイギリス軍の監獄船でスペイン兵が受けている残酷な待遇を知って、この行動を急いだ。
スペイン軍が5月30日にハバナに戻ると英雄として歓迎された。スペイン国王カルロス3世はガルベスを中将に昇進させた。ガルベスはルイジアナだけでなく西フロリダの総督にも指名された。王室の賞賛にはガルベスが湾口に突入した功績にも言及しており、ガルベスはその紋章に「ヨーソロ」という言葉を加えた。
ホセ・ソラノ・イ・ボテは後にカルロス3世からガルベスの救援に来た努力を認められ、ソコロ侯爵に叙爵された。サンタロサ湾を背景にしてソラノへの表彰内容を示す絵画はこの業績を記録するものである。この絵画は現在マドリードの海軍博物館に収められている。捕獲されたイギリス軍旗はトレドの新しいスペイン陸軍博物館に収められている。